# Транзистор

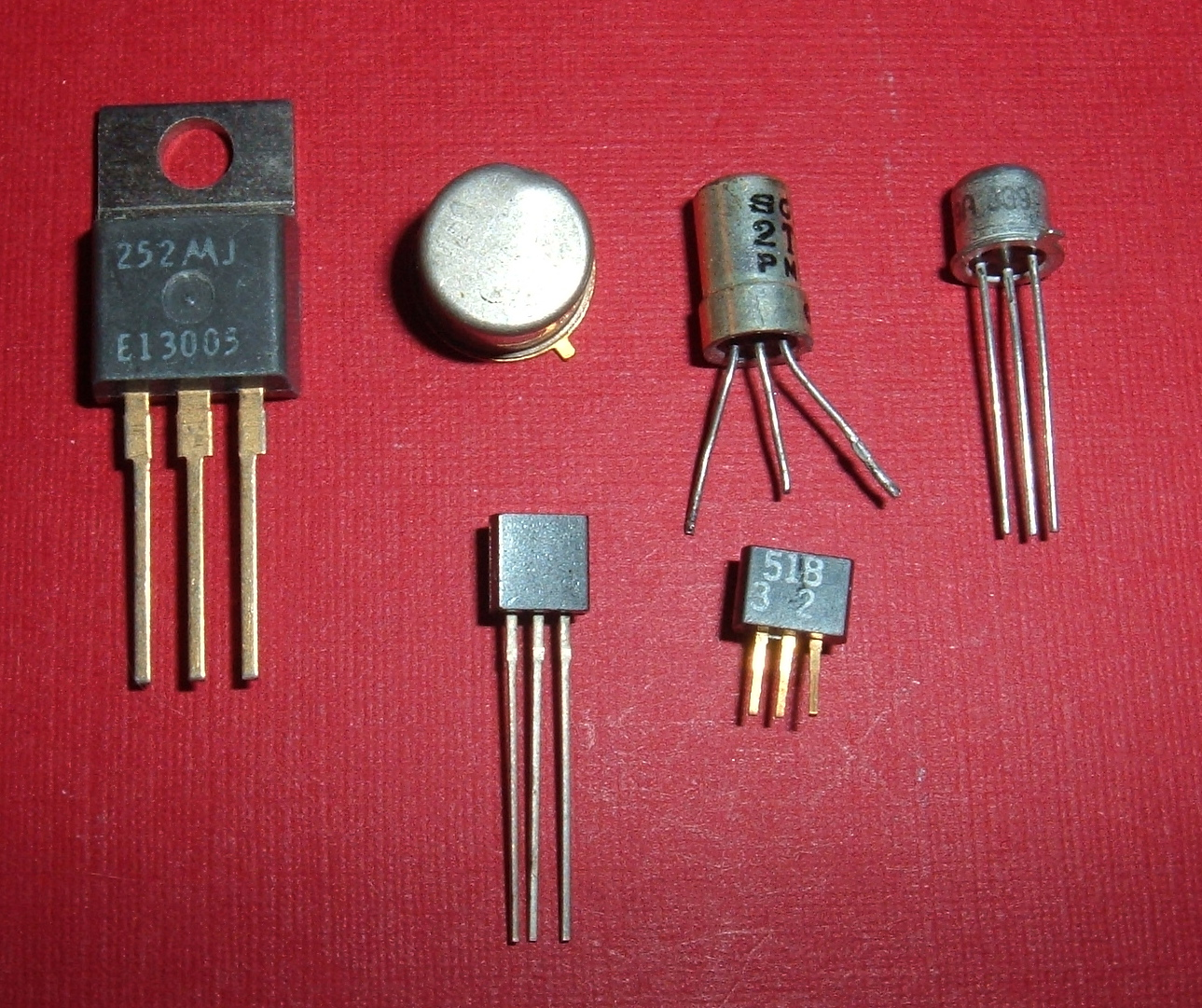
Різноманітні транзистори

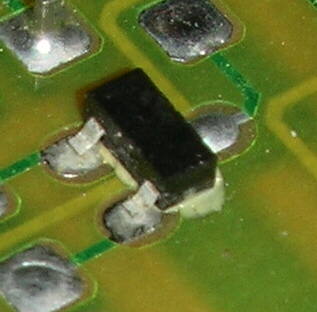
Транзистор у корпусі SOT-23 для поверхневого монтажу

Транзи́стор (англ. transfer — «переносити» і англ. resistance — «опір») — напівпровідниковий елемент електронної техніки, який дозволяє керувати струмом, що протікає крізь нього, за допомогою зміни вхідної напруги або струму, поданих на базу, або інший електрод. Невелика зміна вхідних величин, може призводити до суттєво більшої зміни вихідної напруги та струму.
Транзистори є основними елементами сучасної електроніки. Зазвичай вони застосовуються в підсилювачах і логічних електронних схемах. У мікросхемах в єдиний функціональний блок об'єднані тисячі й мільйони окремих транзисторів.
На принципових електричних схемах, транзистори біля умовних графічних позначень за ГОСТ 2.730-73 додатково позначають літерно-цифровими позначками, що складаються з дволітерного коду VT та числа-порядкового номера елемента у схемі, наприклад: VT1, VT24 тощо.
За будовою та принципом дії, транзистори поділяють на два великі класи: біполярні транзистори (БТ) й польові транзистори (ПТ). До кожного з цих класів входять численні типи транзисторів, що відрізняються за будовою і характеристиками.

## Принцип дії біполярного транзистора
Транзистор носить назву «біполярний» (англ. Bipolar Junction Transistor, BJT) оскільки у його роботі одночасно беруть участь два типи носіїв заряду — негативні (електрони) та позитивні (дірки) електричні заряди. Цим він відрізняється від уніполярного (польового) транзистора, в роботі якого, бере участь лише один тип носіїв заряду.
В біполярному транзисторі носії заряду рухаються від емітера через тонкий шар бази до колектора. База відділена від емітера й колектора p-n переходами. Струм протікає крізь транзистор лише тоді, коли носії заряду інжектуються з емітера до бази через p-n перехід. В базі вони є неосновними носіями заряду й легко проникають через інший p-n перехід між базою й колектором, та пришвидшуються при цьому. В самій базі, носії заряду рухаються за рахунок дифузійного механізму, тож база повинна бути досить тонкою. Управління струмом між емітером і колектором здійснюється зміною напруги між базою і емітером, від якої залежать умови інжекції носіїв заряду в базу.

## Принцип дії польового транзистора
Польовий (уніполярний) транзистор (англ. Field Effect Transistor, FET) — транзистор, у якому сила струму, що протікає крізь нього, керується зовнішнім електричним полем, тобто напругою. Це є принциповою різницею між ним і біполярним транзистором, де сила струму у вихідному колі регулюється струмом керування.
В польовому транзисторі струм протікає від витоку до стоку через канал під затвором. Канал існує в легованому напівпровіднику в проміжку між затвором і нелегованою підкладкою, в якій немає носіїв заряду, й вона не може проводити струм. Безпосередньо під затвором існує область збіднення, в якій теж немає носіїв заряду завдяки утворенню між легованим напівпровідником і металевим затвором контакту Шотткі. Таким чином ширину каналу обмежено простором між підкладкою та областю збіднення. Прикладена до затвора напруга збільшує чи зменшує ширину області збіднення, а тим самим ширину каналу, контролюючи струм.

## Історія

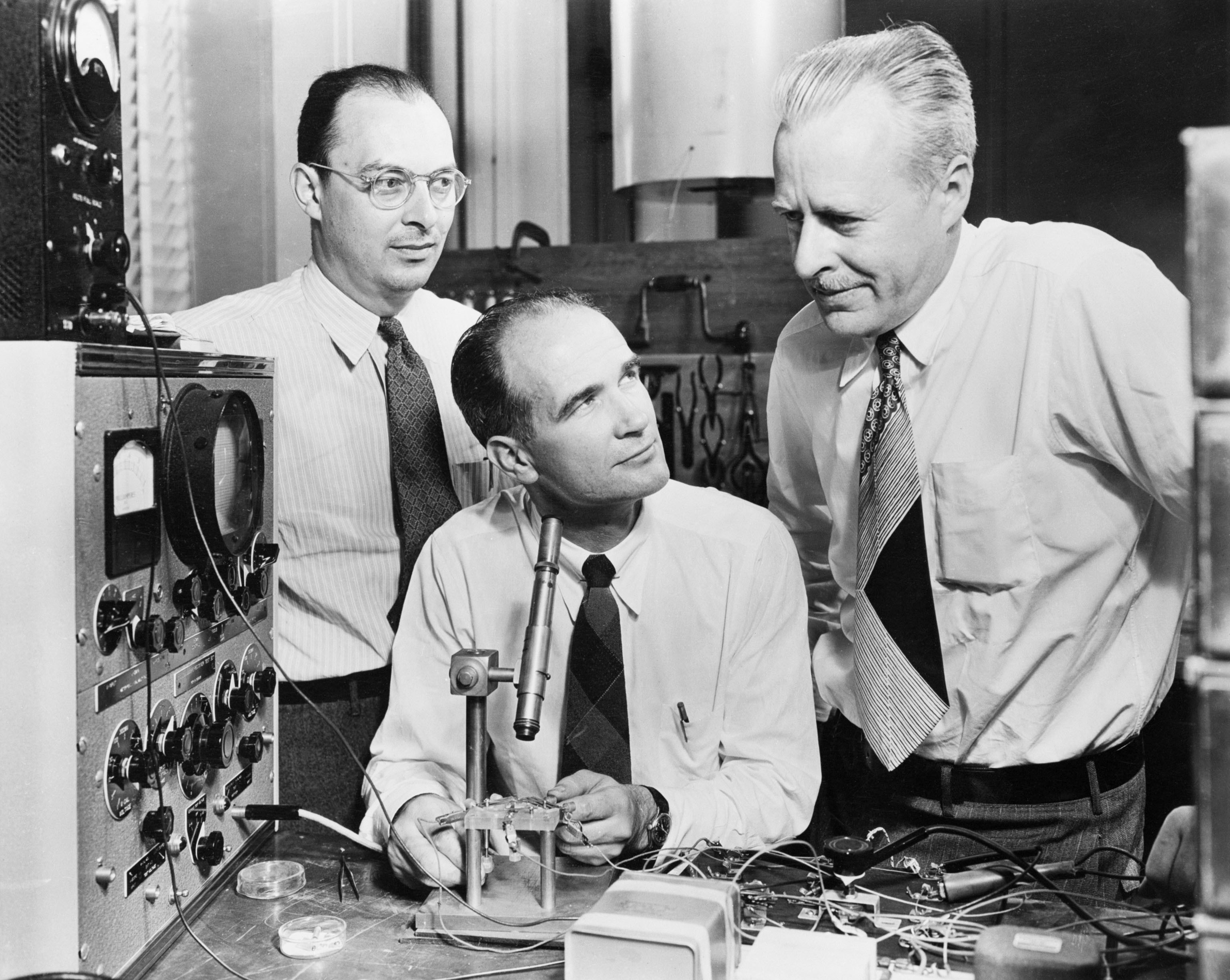
Джон Бардін, Вільям Шоклі та Волтер Браттейн у Bell Labs (1948)

Перший патент на польовий транзистор отримав у 1925 році в Канаді уродженець Львова Юліус Едгар Лілієнфельд, однак він не оприлюднив жодних досліджень, пов'язаних із своїм винаходом. У 1934 році німецький фізик Оскар Гайль запатентував ще один польовий транзистор. У 1947 році Джон Бардін та Волтер Браттейн із AT&T Bell Labs відкрили ефект підсилення в кристалі германію. Вільям Шоклі побачив у цьому явищі значний потенціал. Завдяки власній роботі над новим явищем, він може вважатися батьком транзистора. Термін «транзистор» запропонував Джон Пірс.
у 1956 році Бардін, Шоклі і Браттейн отримали за винахід транзистора Нобелівську премію.
Перший кремнієвий транзистор виготовили в Texas Instruments у 1954. Це зробив Гордон Тіл, фахівець із вирощування кристалів високої чистоти, який раніше працював у Bell Labs. Перший МОН-транзистор зробили Канг та Аталла в Bell Labs у 1960.
У 50-х та 60-х роках 20 ст., транзистори швидко витіснили вакуумні лампи майже з усіх областей застосування, завдяки своїй компактності, технологічності, довговічності та можливості інтегрування у великі й надвеликі електронні схеми.

## Різновиди

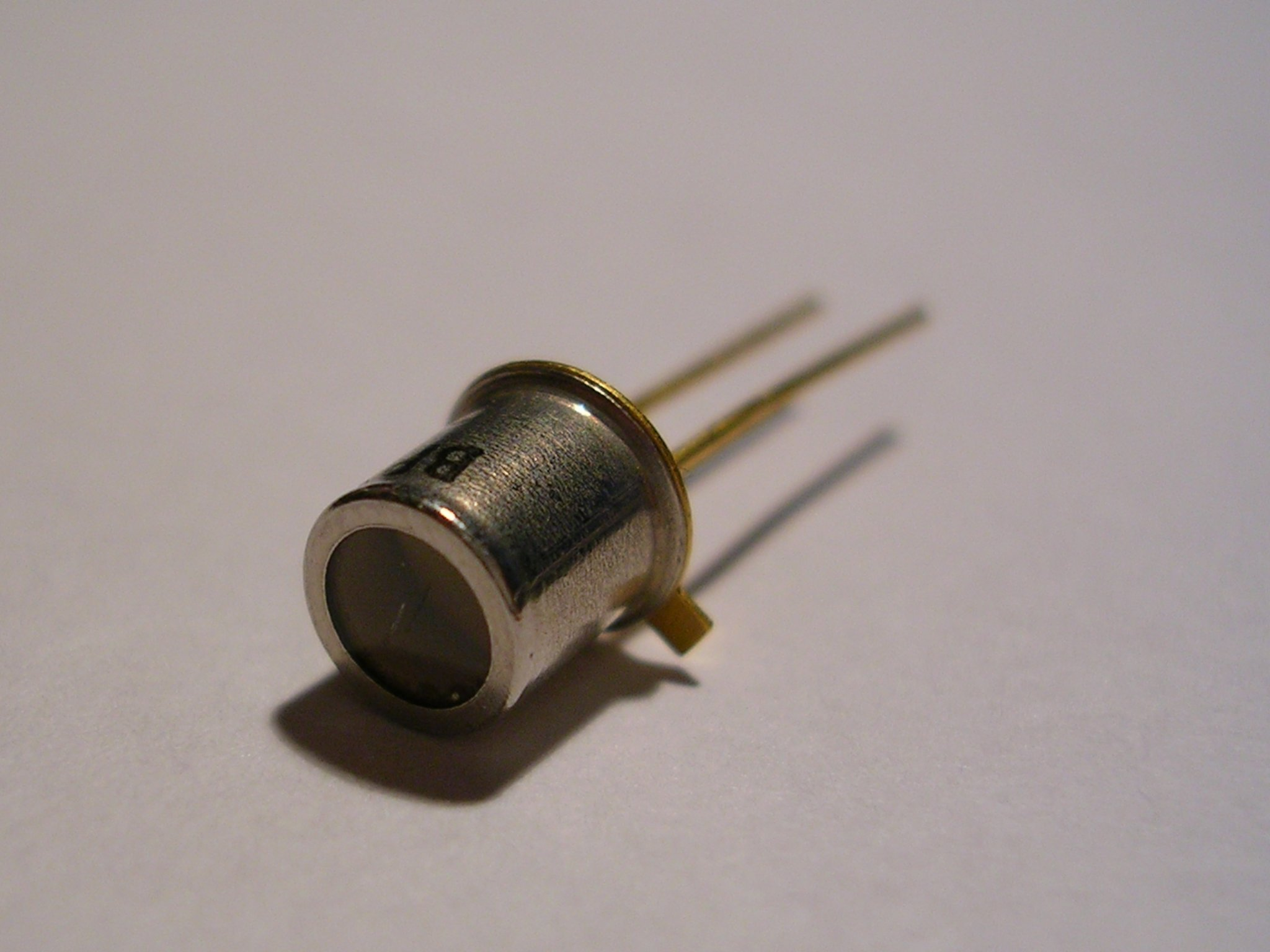
Фототранзистор

|           | PNP |         | P-канальний |
|           | NPN |         | N-канальний |
| Біполярні |     | Польові |             |

|         |                          |                          |                         | P-канальний |
|         |                          |                          |                         | N-канальний |
| Польові | Метал-оксидні збагачення | Метал-оксидні збагачення | Метал-оксидні збіднення |             |

Окрім поділу на біполярні та польові транзистори, існує багато різних типів, специфічних за своєю будовою.
Біполярні транзистори розрізняються за полярністю: вони бувають p-n-p та n-p-n типу. Середня літера в цих позначеннях відповідає типу провідності матеріалу бази. Знайшли переважне застосування в аналоговій електроніці.
Польові транзистори поділяються на два типи — польові транзистори з керувальним p-n переходом (англ. JFET: Junction-FET) та польові транзистори з ізольованим затвором (транзистори типу метал-діелектрик-напівпровідник — МДН, англ. MOSFET: Metal-Oxid-Semiconductor -FET) і розрізняються за типом провідності в каналі: p-канальні (основний тип провідності — дірковий) та n-канальні — основний тип провідності електронний. Польові транзистори знайшли переважне застосування у цифровій електроніці.
Серед польових транзисторів найпоширенішими є транзистори типу метал-оксид-напівпровідник, які можуть використовувати або область збагачення, або область збіднення. Свою назву МДН-транзистор (метал-діелектрик-напівпровідник) отримав завдяки тому, що в ньому металевий затвор, відділений від напівпровідника шаром діелектрика. Для транзисторів на основі кремнію цим діелектриком є діоксид кремнію, що технологічно утворюється при вибірковому окисненні напівпровідника.

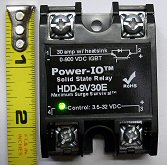
Малогабаритний IGBT-модуль на струм до 30 А та напругу до 900 В

Своєрідним гібридом біполярного та польового транзистора є IGBT-транзистор (англ. Isolated Gate Bipolar Transistor — біполярний транзистор з ізольованим переходом), що знайшов широке використання в силовій електроніці.
Існують як окремі IGBT, так і силові збірки (модулі) для керування мережами трифазного електричного струму. Діапазон використання — від десятків до 1200 ампер по струму та від сотень вольт до 10 кВ за напругою.
Фототранзистор — транзистор (зазвичай, біполярний), у якому використовується фотоелектричний ефект. Служить для перетворення світлових сигналів на електричні з одночасним підсиленням останніх. Фототранзистор являє собою монокристалічну напівпровідникову пластину з германію або кремнію, в якій створено три області, що мають назву, як і у звичайному транзисторі — емітер, колектор і база, причому остання, на відміну від транзистора, виводу може і не мати. Кристал вбудовується в захисний корпус з прозорим вхідним вікном так, що зона бази є доступною для світлового опромінення. При освітленні бази, в ній відбувається фотогенерування носіїв зарядів. Неосновні носії заряду йдуть у колектор через закритий колекторний перехід, а основні скупчуються в базі, підвищуючи тим самим відкриваючу дію емітерного переходу. Струм емітера, а отже, струм колектора зростає. Значить, управління колекторним струмом фототранзистора, здійснюється струмом бази транзистора, за рахунок чого, з'являється можливість керувати підсиленням струму за допомогою оптичного випромінювання. На фототранзистор можна подавати оптичні і електричні сигнали. Без вхідного електричного сигналу, який зазвичай необхідний для зміщення емітерного переходу, фототранзистор працює як фотодіод з високою інтегральною чутливістю.
|  |  |

Одноперехідний транзистор (ОПТ) або двобазовий діод — напівпровідниковий прилад з трьома електродами і одним p-n переходом, що належить до сімейства напівпровідникових приладів з вольт-амперною характеристикою, яка має ділянку з від'ємним диференціальним опором. Основою транзистора є кристал напівпровідника (наприклад n-типу), який називається базою. На кінцях кристала є омічні контакти Б1 і Б2, між якими розташовується область, що має випрямний контакт Е з напівпровідником p-типу, котрий виконує роль емітера.
Одноперехідні транзистори, знайшли використання у різноманітних пристроях автоматики, імпульсної та вимірювальної техніки — генераторах, порогових пристроях, дільниках частоти, реле часу тощо. Через відносно великий обсяг бази, одноперехідні транзистори поступаються біполярним за частотними характеристиками.
Багатоемітерний транзистор — це біполярний транзистор, що має декілька емітерних областей. Розрізняють багатоемітерні транзистори у яких емітерні області об'єднані одним зовнішнім виводом, і транзистори, у котрих кожна емітерна область має окремий зовнішній вивід. Останні використовуються у транзисторно-транзисторній логіці як логічний елемент «І». Багатоемітерні транзистори з об'єднаними емітерними областями, характеризуються великим значенням відношення периметра емітера до його площі, що забезпечує малий опір бази транзистора та високі значення щільності його емітерного струму. Такі транзистори застосовують переважно як потужні ВЧ та НВЧ елементи.
Транзистор Шотткі — електронний компонент, що є будовою з біполярного транзистора та діода Шотткі. Транзистор Шотткі отримується приєднанням діода Шотткі між базою і колектором біполярного транзистора, причому для створення n-p-n транзистора Шотткі, до біполярного n-p-n транзистора, діод Шотткі приєднується анодом до бази, а катодом до колектора, а p-n-p транзистор Шотткі — приєднанням до біполярного p-n-p транзистора, діода Шотткі катодом до бази й анодом до колектора.
Транзистор Шотткі застосовується в мікросхемах транзисторно-транзисторної логіки Шотткі (ТТЛШ), при цьому досягається швидкодія ТТЛШ значно вища від звичайної ТТЛ на базі багатоемітерного транзистора.
У флеш-пам'яті використовуються польові транзистори з плавним затвором — ізольованою діелектриком провідною областю всередині каналу, яка може захоплювати носії заряду й зберігати їх, і таким чином, створювати можливість для запису й зчитування інформації.
Транзистори розрізняються також за матеріалом, за максимальною потужністю, найбільшою частотою, за призначенням, за типом корпуса.
Найпоширеніший напівпровідниковий матеріал для виробництва транзисторів — кремній. Використовуються також германій, арсенід галію та інші бінарні напівпровідники. З розвитком технологій, з'явились транзистори на основі, наприклад, прозорих напівпровідникових матеріалів для використання у матрицях дисплеїв. Перспективним матеріалом для транзисторів, є напівпровідникові полімери. З'явились повідомлення про транзистори на основі вуглецевих нанотрубок та про графенові польові транзистори. В 2024 році, за повідомленням видання Live Science, в Японії створили перший у світі робочий n-канальний MOSFET-транзистор, виготовлений з використанням алмазу.

## Характеристики

Сімейство вольт-амперних характеристик для МДН-транзистора. Кожна крива показує залежність струму між витоком і стоком, в залежності від напруги між цими двома електродами, для різних значень напруги між витоком і затвором

Оскільки транзистор має три електроди, то для кожного із струмів через два електроди транзистора, існує сімейство вольт-амперних характеристик за різних значень напруги на третьому електроді, або струму, який протікає крізь нього.
У багатьох застосуваннях, важливі частотні характеристики транзисторів — швидкість перемикання між різними станами.

## Схеми увімкнення транзистора
Для увімкнення в електричну схему, транзистор повинен мати чотири виводи — два вхідних і два вихідних. Але транзистори всіх різновидів мають лише три виводи. Для приєднання трививідного приладу, необхідно два виводи об'єднати, і оскільки таких комбінацій може бути лише три, то існують і три базові схеми вмикання транзистора.

### Схеми вмикання біполярного транзистора

Підсилювальний каскад за схемою зі спільним емітером на основі n-p-n-транзистора
Емітерний повторювач на основі n-p-n-транзистора
Підсилювальний каскад за схемою зі спільною базою на основі n-p-n-транзистора

- зі спільним емітером (СЕ) — вхідний сигнал подається на базу, а знімається з колектора. У цьому разі, фаза вихідного сигналу є протилежною до фази вхідного сигналу. Забезпечує підсилення як струму, так і напруги. Є найпоширенішою схемою;
- зі спільним колектором (СК) — вхідний сигнал подається на базу, а знімається з емітера. Застосовується для підсилення струму. Характеризується високим коефіцієнтом підсиленням струму і коефіцієнтом передачі напруги близьким до одиниці (але меншим від неї). Використовується для узгодження високоімпедансних джерел сигналу з низькоомними опорами навантажень;
- зі спільною базою (СБ) — характеризується відсутністю підсилення по струму (коефіцієнт передачі близький до одиниці, але менший від неї), високим коефіцієнтом підсилення напруги і помірним (в порівнянні зі схемою зі спільним емітером) коефіцієнтом підсилення потужності. Вхідний сигнал подається на емітер, а вихідний знімається з колектора. При цьому вхідний опір дуже малий, а вихідний — великий. Фази вхідного і вихідного сигналу збігаються. Особливістю схеми зі спільною базою є мінімальний, серед трьох типових схем підсилювачів, «паразитний» зворотний зв'язок з виходу на вхід через конструктивні елементи транзистора. Тому схема зі спільною базою, найчастіше використовується для побудови високочастотних підсилювачів, особливо поблизу верхньої границі робочого діапазону частот транзистора.

### Схеми вмикання польового транзистора
Польовий транзистор як з p-n переходом (канальний), так і МДН-транзистор може бути увімкнений за трьома основними схемами:
- із загальним витоком (ЗВ);
- із загальним стоком (ЗС);
- із загальним затвором (ЗЗ).

Схема приєднання польового транзистора з керувальним p-n-переходом із загальним витоком.
Схема підключення польового транзистора з керуючим p-n-переходом із загальним стоком.
Схема підключення польового транзистора з керуючим p-n-переходом із загальним затвором.

На практиці, найчастіше застосовується схема із загальним витоком, аналогічна до схеми на біполярному транзисторі із загальним емітером (ЗЕ). Каскад із загальним витоком дає дуже велике підсилення струму і потужності. Схема із загальним затвором, подібна до схеми із загальною базою (ЗБ). Вона не дає підсилення за струмом, і тому підсилення потужності в ній у багато разів менше, ніж у схемі з ЗВ. Каскад із загальним затвором має низький вхідний опір, тому рідко застосовується у підсилювальній техніці.

### Схеми з відкритим колектором (стоком)
Відкритим колектором (стоком) називають увімкнення транзистора за схемою зі спільним емітером (витоком) у складі електронного модуля чи мікросхеми, коли колекторний (стоковий) вивід не сполучається з іншими елементами модуля (мікросхеми), а безпосередньо виводиться назовні (на роз'єм модуля або вивід мікросхеми). Вибір навантаження транзистора й струму колектора (стоку) при цьому, залишається за розробником кінцевої схеми, у складі якої застосовується модуль або мікросхема. Зокрема, навантаження такого транзистора, може бути приєднано до джерела живлення з вищою або нижчою напругою, ніж напруга живлення модуля/мікросхеми. Такий підхід значно розширює межі застосовності модуля або мікросхеми, завдяки невеликому ускладненню кінцевої схеми. Транзистори з відкритим колектором (стоком), застосовуються в логічних елементах ТТЛ, мікросхемах з потужними ключовими вихідними каскадами, перетворювачах рівнів, шинних формувачах тощо.
Рідше застосовується зворотне увімкнення з відкритим емітером (витоком). Воно також, дозволяє обирати навантаження транзистора після виготовлення основної схеми, подавати на емітер/стік напругу полярності, протилежну до напруги живлення основної схеми (наприклад, від'ємна напруга для схем з біполярними транзисторами n-p-n або N-канальными польовими) тощо.

## Застосування
Транзистор має два основні застосування: як підсилювач і як перемикач.
Підсилювальні властивості транзистора зв'язані з його здатністю контролювати великий струм між двома електродами за допомогою малого струму між двома іншими електродами. Таким чином, малі зміни величини сигналу в одному електричному колі, можуть відтворюватися з більшою амплітудою в іншому колі.
Використання транзистора як перемикача пов'язане з тим, що приклавши відповідну напругу до одного з його виводів, можна зменшити практично до нуля струм між двома іншими виводами, що називають запиранням транзистора. Цю властивість використовують для побудови логічних вентилів.

## Корпусування й монтаж
Корпуси транзисторів виготовляються з металу, кераміки або пластику. Для транзисторів великої потужності, треба додаткове охолодження.
Транзистори монтуються на друкованих платах за технологією «крізь отвір», або за технологією поверхневого монтажу. При технології «через отвір», виводи транзисторів вставляються в попередньо просвердлені в платі отвори. Корпуси транзисторів стандартизовано, але послідовність виводів — ні, тож вона залежить від виробника.